# Georg Krogmann
Georg Krogmann (Kiel, 4 settembre 1886 – Varsavia, 9 gennaio 1915) è stato un calciatore tedesco, di ruolo centrocampista.

## Palmarès

### Club

#### Competizioni nazionali
- Campionato tedesco: 1

Holsten Kiel: 1911-1912